# UFC Fight Night: Hermansson vs. Cannonier
UFC Fight Night: Hermansson vs. Cannonier (também conhecido como UFC Fight Night 160 ou UFC on ESPN+ 18) foi um evento de MMA produzido pelo Ultimate Fighting Championship no dia 28 de setembro de 2019, na Royal Arena, em Copenhague, Dinamarca.

## Background
O evento marca a primeira visita do UFC à Dinamarca.
O duelo nos médios entre Jack Hermansson e Jared Cannonier serviu de luta principal da noite.
O ex-desafiante dos meio-médios Thiago Alves era esperado pra enfrentar Gunnar Nelson. Entretanto, Alves saiu do card no meio de setembro devido a uma lesão. Ele foi substituído por Gilbert Burns.
O duelo nos médios entre Alessio di Chirico e Peter Sobotta era esperado para o evento. Porém, Sobotta saiu do duelo por razões desconhecidas e foi substituído pelo estreante Makhmud Muradov.

## Card Oficial
Nota 1 Originalmente anunciado como empate, corrigido depois na transmissão.  

## Bônus da Noite
Os lutadores receberam $50.000 de bônus:
- Luta da Noite: Não houve lutas premiadas.
- Performance da Noite:  Jared Cannonier,  Ovince Saint Preux,  John Phillips e  Jack Shore

## Ligações Externas
1. ↑  Nota 1